# Euphorbia fiherenensis
Euphorbia fiherenensis es una especie fanerógama perteneciente a la familia de las euforbiáceas. 

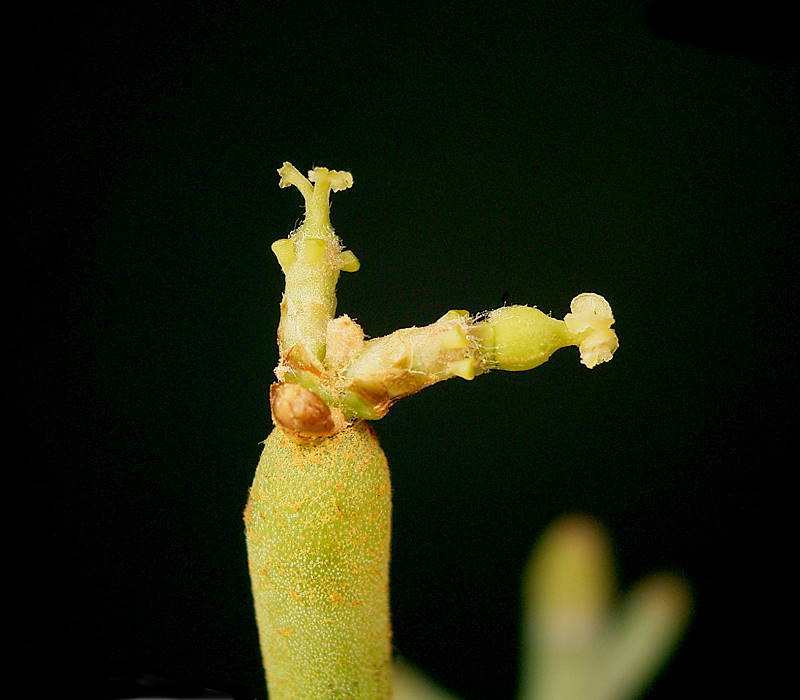
Ciato

## Distribución y hábitat
Es nativa de Madagascar en la Provincia de Toliara. Su natural hábitat son los bosques secos tropicales o subtropicales, los bosques, zonas de arbustos, y zonas rocosas.  Está amenazado por la pérdida de hábitat.

## Descripción
Es un arbusto, con tallo suculento; se encuentra en el matorral en áreas subáridas a una altitud de 0-499 metros.

## Taxonomía
Euphorbia fiherenensis fue descrita por Henri Louis Poisson y publicado en Recherches sur la Flore Méridionale de Madagascar 53. 1912
Etimología
Euphorbia: nombre genérico que deriva del médico griego del rey Juba II de Mauritania (52 a 50 a. C. - 23), Euphorbus, en su honor – o en alusión a su gran vientre –  ya que usaba médicamente Euphorbia resinifera. En 1753 Carlos Linneo asignó el nombre a todo el género.
fiherenensis: epíteto
Sinonimia
- Tirucallia fiherenensis (Poiss.) P.V.Heath (1996).[5][6]